# Máximo González
Máximo González Mereira (Tandil, el 20 de juliol de 1983) és un tennista argentí destacat en la modalitat de dobles masculins. És professional des de l'any 2002 i el seu entrenador és Walter Grinovero.
En el seu palmarès consten 17 títols de dobles femenins però cap en categoria individual. La seua millor posició en la classificació de l'ATP en categoria individual és el lloc 58 (2009), i en dobles, la seua millor posició és la desena (2023).
En 2008 arribà a les semifinals del Torneig d'Umag (Croàcia) després de derrotar el local Ivo Karlović en segona ronda i a Roko Karanusić en quarts de final, abans de perdre amb el rus Ígor Andréiev. A més, en categoria de dobles, arribà a les semifinals del US Open al costat del seu compatriota Juan Mónaco.

## Palmarès

### Dobles masculins: 27 (19−8)
| Llegenda (pre/post 2009)                                 |
| -------------------------------------------------------- |
| Grand Slams (0−0)                                        |
| Tennis Masters Cup / ATP Finals (0−0)                    |
| ATP Masters Series / ATP World Tour Masters 1000 (1−1)   |
| ATP International Series Gold / ATP World Tour 500 (5−0) |
| ATP International Series / ATP World Tour 250 (13−7)     |

| Títols per superfície |
| --------------------- |
| Dura (4−1)            |
| Gespa (1−1)           |
| Terra batuda (14−6)   |

| Resultat  | Núm. | Data                 | Torneig                     | Superfície       | Parella           | Oponents                              | Marcador               |
| --------- | ---- | -------------------- | --------------------------- | ---------------- | ----------------- | ------------------------------------- | ---------------------- |
| Finalista | 1.   | 3 de febrer de 2008  | Viña del Mar, Xile          | Terra batuda     | Juan Mónaco       | José Acasuso Sebastián Prieto         | 6−1, 3−0, retirada     |
| Guanyador | 1.   | 20 d'abril de 2008   | València, Espanya           | Terra batuda     | Juan Mónaco       | Travis Parrott Filip Polášek          | 7−5, 7−5               |
| Guanyador | 2.   | 26 de juliol de 2015 | Umag, Croàcia               | Terra batuda     | André Sá          | Mariusz Fyrstenberg Santiago González | 4−6, 6−3, [10−5]       |
| Guanyador | 3.   | 10 d'abril de 2016   | Marràqueix, Marroc          | Terra batuda     | Guillermo Durán   | Marin Draganja A-u-H. Qureshi         | 6−2, 3−6, [10−6]       |
| Guanyador | 4.   | 4 de març de 2018    | São Paulo, Brasil           | Terra batuda (i) | Federico Delbonis | Wesley Koolhof Artem Sitak            | 6−4, 6−2               |
| Finalista | 2.   | 10 de febrer de 2019 | Córdoba, Argentina          | Terra batuda     | Horacio Zeballos  | Roman Jebavý Andrés Molteni           | 4−6, 6−7(4)            |
| Guanyador | 5.   | 17 de febrer de 2019 | Buenos Aires, Argentina     | Terra batuda     | Horacio Zeballos  | Diego Schwartzman Dominic Thiem       | 6−1, 6−1               |
| Guanyador | 6.   | 24 de febrer de 2019 | Rio de Janeiro, Brasil      | Terra batuda     | Nicolás Jarry     | Thomaz Bellucci R. Dutra Silva        | 6−7(3), 6−3, [10−7]    |
| Guanyador | 7.   | 3 de març de 2019    | São Paulo (2)               | Terra batuda (i) | Federico Delbonis | Luke Bambridge Jonny O'Mara           | 6−4, 6−3               |
| Finalista | 3.   | 29 de juny de 2019   | Eastbourne, Regne Unit      | Gespa            | Horacio Zeballos  | J.S. Cabal Robert Farah               | 6−3, 6−7(4), [6−10]    |
| Guanyador | 8.   | 18 de gener de 2020  | Adelaida, Austràlia         | Dura             | Fabrice Martin    | Ivan Dodig Filip Polášek              | 7−6(12), 6−3           |
| Guanyador | 9.   | 14 de març de 2021   | Santiago, Xile              | Terra batuda     | Simone Bolelli    | Federico Delbonis Jaume Munar         | 7−6(4), 6−4            |
| Finalista | 4.   | 22 de maig de 2021   | Ginebra, Suïssa             | Terra batuda     | Simone Bolelli    | John Peers Michael Venus              | 2−6, 5−7               |
| Guanyador | 10.  | 22 de maig de 2021   | Parma, Itàlia               | Terra batuda     | Simone Bolelli    | Oliver Marach A-u-H. Qureshi          | 6−3, 6−3               |
| Guanyador | 11.  | 26 de juny de 2021   | Mallorca, Espanya           | Gespa            | Simone Bolelli    | Novak Đoković C. Gómez Herrera        | Renúncia               |
| Finalista | 5.   | 1 de maig de 2022    | Estoril, Portugal           | Terra batuda     | André Göransson   | Nuno Borges Francisco Cabral          | 2−6, 3−6               |
| Finalista | 6.   | 21 de maig de 2022   | Lió, França                 | Terra batuda     | Marcelo Melo      | Ivan Dodig Austin Krajicek            | 3−6, 4−6               |
| Guanyador | 12.  | 16 d'octubre de 2022 | Gijón, Espanya              | Dura (i)         | Andrés Molteni    | Nathaniel Lammons Jackson Withrow     | 6−7(6), 7−6(4), [10−5] |
| Guanyador | 13.  | 12 de febrer de 2023 | Córdoba                     | Terra batuda     | Andrés Molteni    | Sadio Doumbia Fabien Reboul           | 6−4, 6−4               |
| Guanyador | 14.  | 26 de febrer de 2023 | Rio de Janeiro (2)          | Terra batuda     | Andrés Molteni    | J.S. Cabal Robert Farah               | 6−1, 7−6(3)            |
| Guanyador | 15.  | 23 d'abril de 2023   | Barcelona, Espanya          | Terra batuda     | Andrés Molteni    | Wesley Koolhof Neal Skupski           | 6−3, 6−7(8), [10−4]    |
| Guanyador | 16.  | 6 d'agost de 2023    | Washington DC, Estats Units | Dura             | Andrés Molteni    | Mackenzie McDonald Ben Shelton        | 6−7(4), 6−2, [10−6]    |
| Guanyador | 17.  | 20 d'agost de 2023   | Cincinnati, Estats Units    | Dura             | Andrés Molteni    | Jamie Murray Michael Venus            | 3−6, 6−1, [11−9]       |
| Guanyador | 18.  | 11 de febrer de 2024 | Córdoba (2)                 | Terra batuda     | Andrés Molteni    | Sadio Doumbia Fabien Reboul           | 6−4, 6−1               |
| Guanyador | 19.  | 21 d'abril de 2024   | Barcelona (2)               | Terra batuda     | Andrés Molteni    | Hugo Nys Jan Zieliński                | 4−6, 6−4, [11−9]       |
| Finalista | 7.   | 13 d'octubre de 2024 | Xangai, Xina                | Dura             | Andrés Molteni    | Wesley Koolhof Nikola Mektić          | 4−6, 4−6               |
| Finalista | 8.   | 2 de març de 2025    | Santiago                    | Terra batuda     | Andrés Molteni    | Nicolás Barrientos R.C. Bollipalli    | 3−6, 2−6               |

## Trajectòria

### Individual
| Open d'Austràlia | A   | A   | Q1  | A     | A   | A    | A   | A   | A   | 1R  | A   | Q2  | 0 / 1   | 1 – 1   |
| Roland Garros | Q2  | Q2  | 2R  | 3R    | A   | 1R   | Q1  | A   | Q2  | 1R  | Q1  | Q2  | 0 / 4   | 3 – 4   |
| Wimbledon | A   | A   | A   | 1R    | 1R  | 1R   | Q1  | A   | Q2  | Q1  | Q1  | Q2  | 0 / 3   | 0 – 3   |
| US Open | A   | A   | 1R  | 2R    | 1R  | 1R   | Q1  | 2R  | 1R  | Q3  | Q2  | Q1  | 0 / 6   | 2 – 6   |
| Total Victòries–Derrotes                                                                                                   | 0−0 | 0−2 | 4−5 | 13−13 | 3−9 | 3−13 | 0−1 | 1−1 | 3−4 | 0−6 | 2−5 | 1−1 | 30 – 60 | 30 – 60 |
| Rànquing a final d'any | 256 | 121 | 132 | 66    | 141 | 121  | 347 | 157 | 103 | 147 | 150 | 392 |         |         |
| Llegenda: G: Guanyador; F: Finalista; SF: Semifinalista; QF: Quarts de final; Q: Qualificació; A: Absent; RR: Round Robin; |     |     |     |       |     |      |     |     |     |     |     |     |         |         |

### Dobles masculins
| Open d'Austràlia | A      | 1R     | A           | A           | A           | A      | A           | A           | 1R          | A      | 1R          | A           | 3R          | 2R          | 3R     | A      | 1R    | QF | 0 / 8     | 8 – 8     |
| Roland Garros | A      | A      | A           | A           | 2R          | A      | A           | QF          | 3R          | 1R     | A           | QF          | 1R          | 2R          | 3R     | 2R     | QF    |    | 0 / 10    | 16 – 10   |
| Wimbledon | A      | A      | 1R          | 1R          | 1R          | A      | A           | A           | A           | 2R     | A           | 3R          | 3R          | NC          | SF     | 1R     | 2R    |    | 0 / 9     | 10 – 9    |
| US Open | A      | SF     | 2R          | 2R          | 2R          | A      | A           | 1R          | A           | 1R     | A           | QF          | A           | 2R          | 2R     | 1R     | QF    |    | 0 / 11    | 15 – 11   |
| Jocs Olímpics | NC     | A      | No celebrat | No celebrat | No celebrat | A      | No celebrat | No celebrat | No celebrat | 2R     | No celebrat | No celebrat | No celebrat | No celebrat | A      | NC     | NC    |    | 0 / 1     | 1 – 1     |
| ATP Finals | Absent | Absent | Absent      | Absent      | Absent      | Absent | Absent      | Absent      | Absent      | Absent | Absent      | Absent      | Absent      | Absent      | Absent | Absent | RR    |    | 0 / 3     | 0 – 3     |
| Total Victòries–Derrotes                                                                                                   | 1−5    | 11−6   | 5−10        | 6−8         | 8−8         | 2−2    | 0−0         | 6−5         | 9−8         | 10−11  | 1−5         | 19−13       | 34−19       | 15−12       | 34−19  | 27−21  | 38−23 |    | 226 – 176 | 226 – 176 |
| Rànquing a final d'any | 157    | 50     | 166         | 179         | 140         | 282    | 186         | 60          | 70          | 70     | 113         | 43          | 34          | 43          | 22     | 43     | 13    |    |           |           |
| Llegenda: G: Guanyador; F: Finalista; SF: Semifinalista; QF: Quarts de final; Q: Qualificació; A: Absent; RR: Round Robin; |        |        |             |             |             |        |             |             |             |        |             |             |             |             |        |        |       |    |           |           |

### Dobles mixts
| Torneig | 2016 | 2017 | 2018 | 2019 | 2020 | 2021 | 2022 | 2023 | 2024 | Títols | V – D |
| --- | ---- | ---- | ---- | ---- | ---- | ---- | ---- | ---- | ---- | ------ | ----- |
| Open d'Austràlia | A    | A    | A    | A    | A    | 1R   | A    | A    | 1R   | 0 / 2  | 0 – 2 |
| Roland Garros | A    | A    | A    | 1R   | NC   | A    | A    | A    |      | 0 / 1  | 0 – 1 |
| Wimbledon | 1R   | A    | A    | 2R   | NC   | A    | 1R   | A    |      | 0 / 3  | 1 – 3 |
| US Open | A    | A    | A    | A    | NC   | 2R   | A    | 1R   |      | 0 / 2  | 1 – 2 |
| Total Victòries–Derrotes                                                                                                   | 0−1  | 0−0  | 0−0  | 1−2  | 0−0  | 1−2  | 0−1  | 0−1  |      | 2 – 5  | 2 – 5 |
| Llegenda: G: Guanyador; F: Finalista; SF: Semifinalista; QF: Quarts de final; Q: Qualificació; A: Absent; RR: Round Robin; |      |      |      |      |      |      |      |      |      |        |       |